# Talbot Tagora

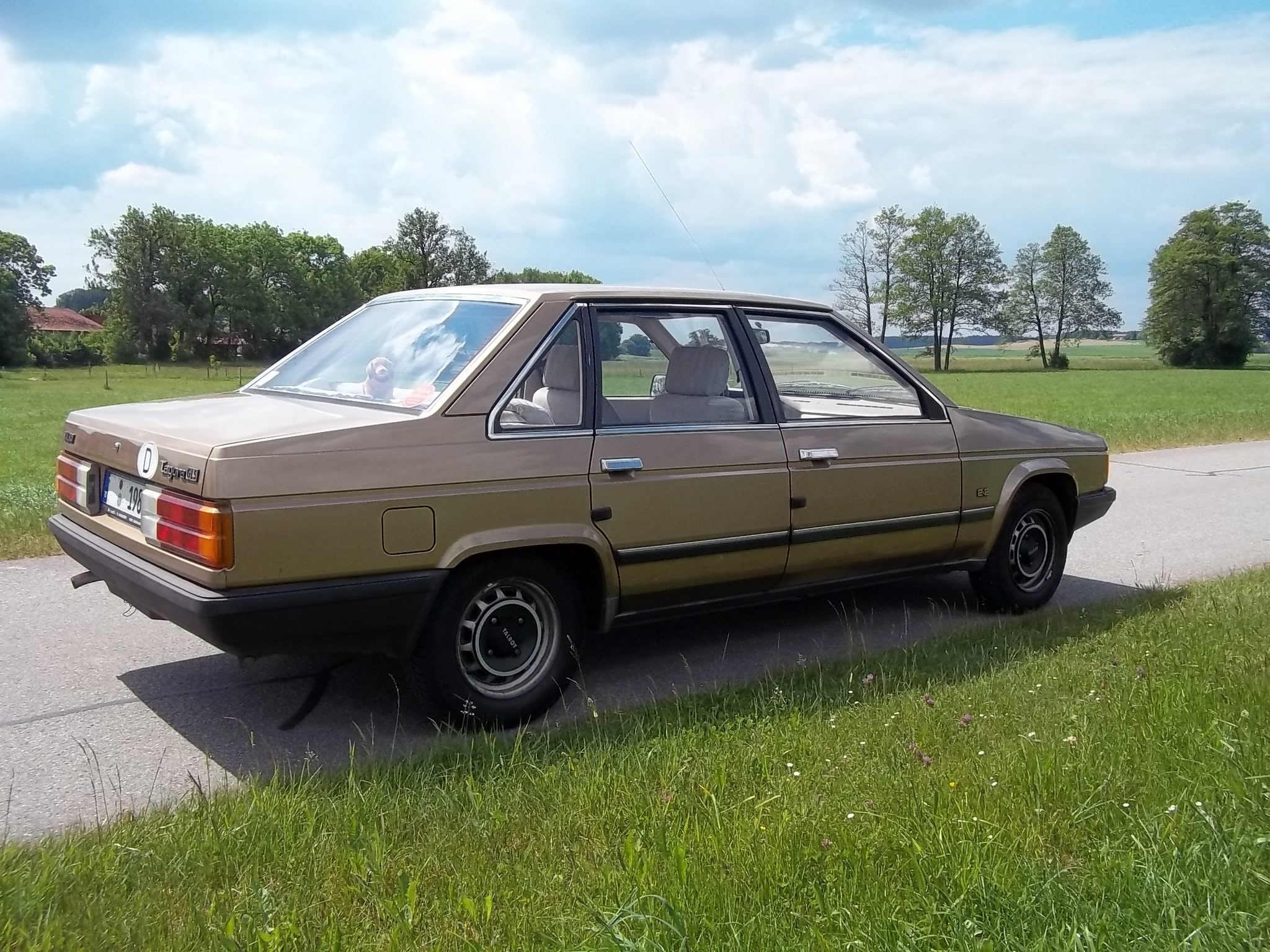

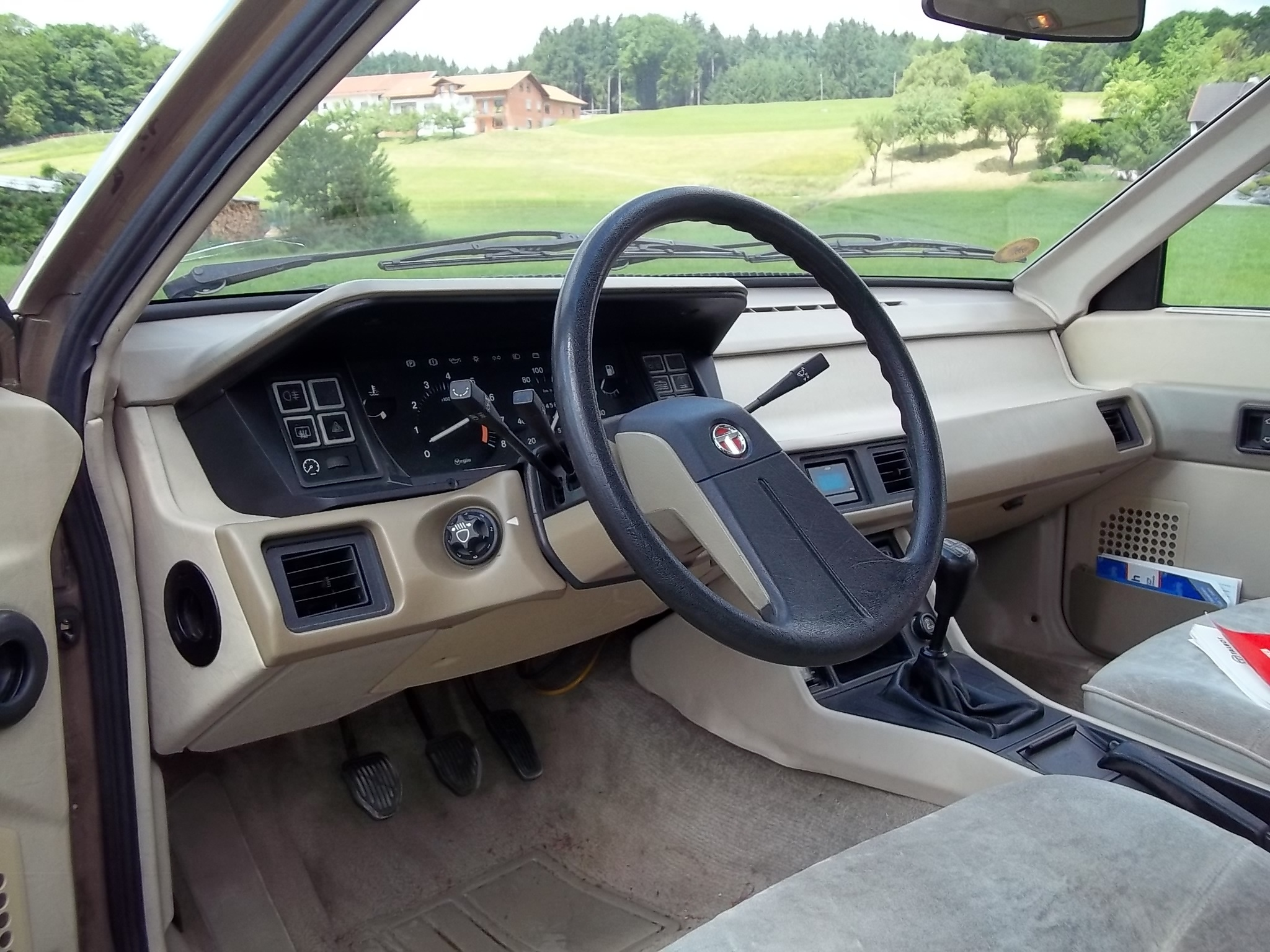

Talbot Tagora — автомобіль бізнес-класу, розроблений Chrysler Europe і випускався Peugeot Société Anonyme (PSA). Tagora продавалася під маркою Talbot, після того, як PSA придбала Chrysler Europe в 1979 році. PSA представила новий автомобіль в 1980 році і запустила його в виробництво в наступному, 1981 році. Однак Tagora не виправдала сподівань, які на неї покладали, продажі залишалися на низькому рівні. PSA припинила випуск цієї моделі лише два роки по тому. Вироблено було 20 133 автомобілі, всі вони зібрані на колишньому заводі Simca в Пуассі поблизу Парижа, Франція.

## Двигуни
- 2.2 L Type 180 I4
- 2.7 L PRV V6
- 2.3 L XD2S turbodiesel I4